# Basses (Grècia)
Basses (grec modern: Βάσσες, antic: Βάσσαι) és un jaciment arqueològic situat al nord-est de la prefectura de Messenia.
El seu nom significa 'petita vall entre muntanyes'. A l'edat antiga, formava part de l'Arcàdia. Limita al nord amb Kyparissia, al sud amb Adritsaina, i a l'oest amb Megàpolis. És coneguda pel temple d'Apol·lo Epicur del segle v aC, un dels més ben preservats de l'antiguitat, probablement a causa de la seva situació geogràfica. Va ser el primer dels temples grecs a ser declarat Patrimoni de la humanitat per la UNESCO, el 1986.